# Caverna das Aranhas
Caverna das Aranhas é uma caverna pertencentes ao PETAR, localizado na cidade de Apiaí, é considerada Sítio da Geodiversidade de Relevância Nacional. 

## Caracterização
Caverna das Aranhas tem seus atrativos são espeleológicos, tendo como suas principais funções o viés educacional e turístico (recreativo) de interesse ecológico. 